# Banja (région)
Pour les articles homonymes, voir Banja.

Banja (en serbe cyrillique : Бања) est une région située au sud-est de la Serbie.
Les localités les plus importantes de la région de Banja sont la ville Sokobanja et la localité de Mozgovo.